# 순창 순화리 삼층석탑
순창 순화리 삼층석탑(淳昌 淳化里 三層石塔)은 대한민국 순창군 순창읍 순창여자중학교 본관 건물과 숙직실 사이에 있는, 고려시대의 삼층석탑이다. 1973년 6월 23일 전라북도의 유형문화재 제26호로 지정되었다.
고려시대의 옥천사(玉川寺) 경내에 건립되었던 것이라 하는데 확실한 근거는 알려지지 않고 있다. 다만 석탑 가까이에서 지금도 기와 파편과 그릇 파편들이 발견되고 있어 이 부근에 큰 사찰이 있었음을 짐작케 한다. 탑은 화강암으로 조성한 3층인데 탑의 기단부 지대석은 서북쪽의 일부가 지상으로 노출되어 있고 다른 부분은 땅에 묻혀 있다.

## 사진

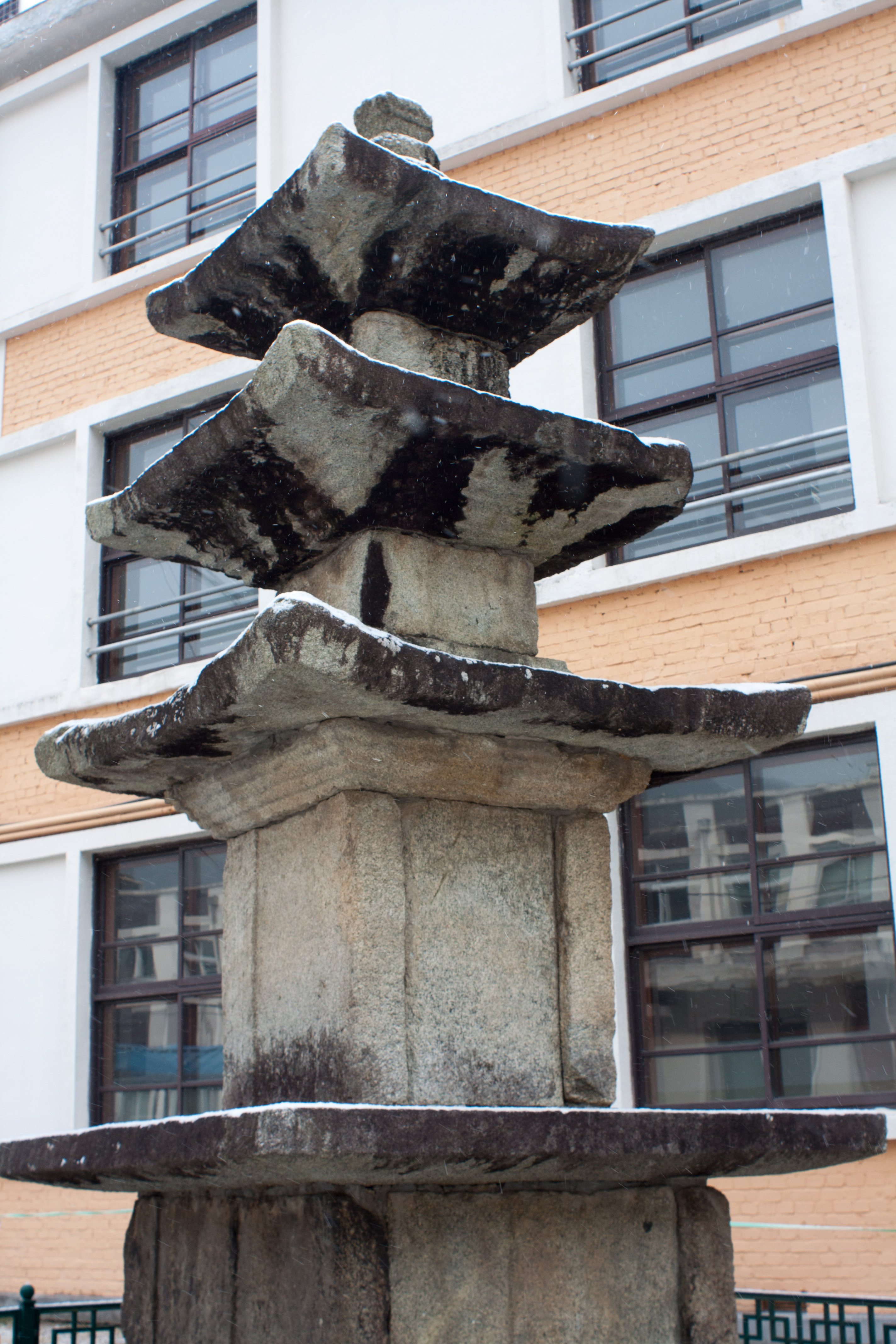
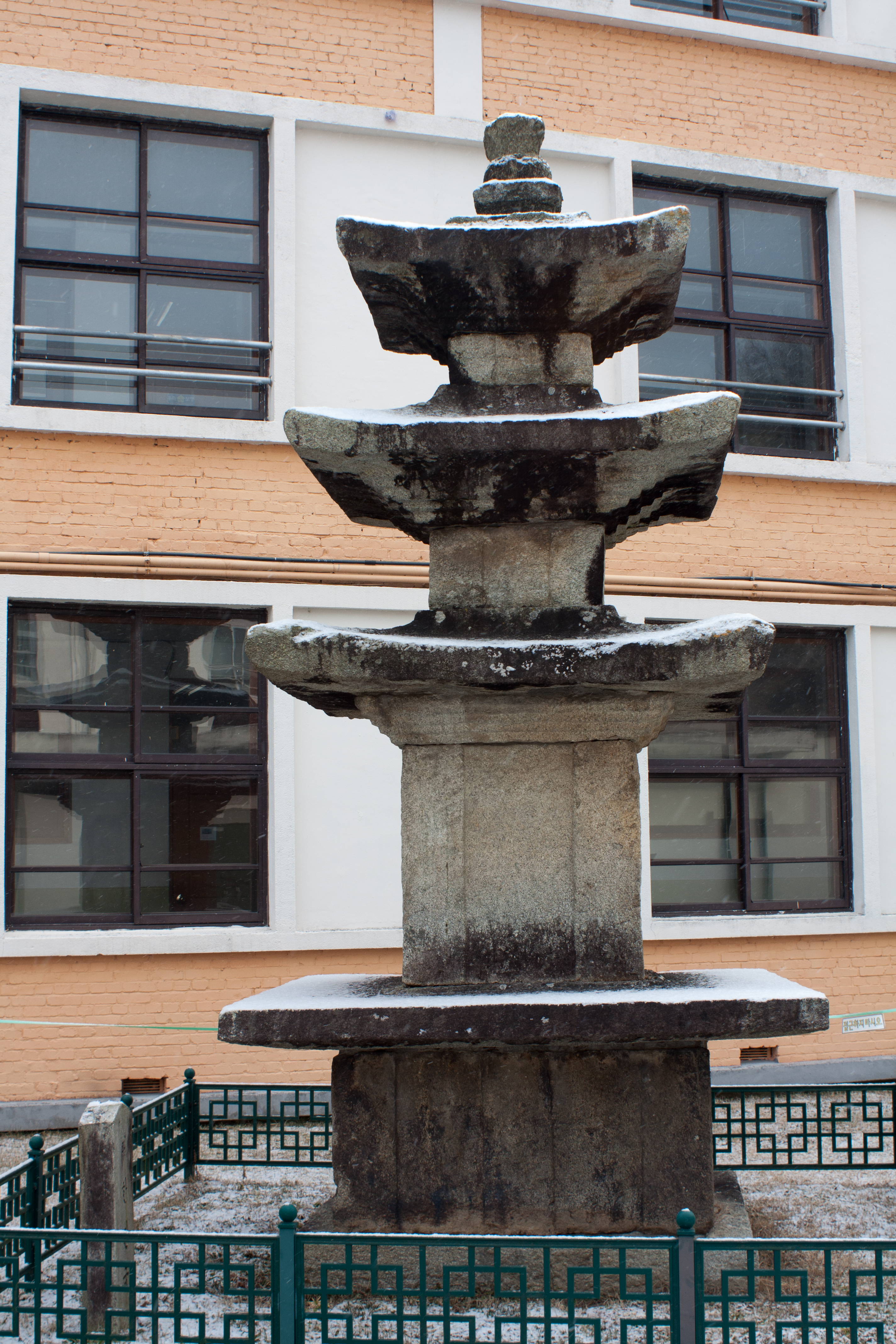

## 같이 보기
- 순창여자중학교

## 참고 자료
- 순화리삼층석탑 - 국가유산청 국가유산포털